# Maillot blanc

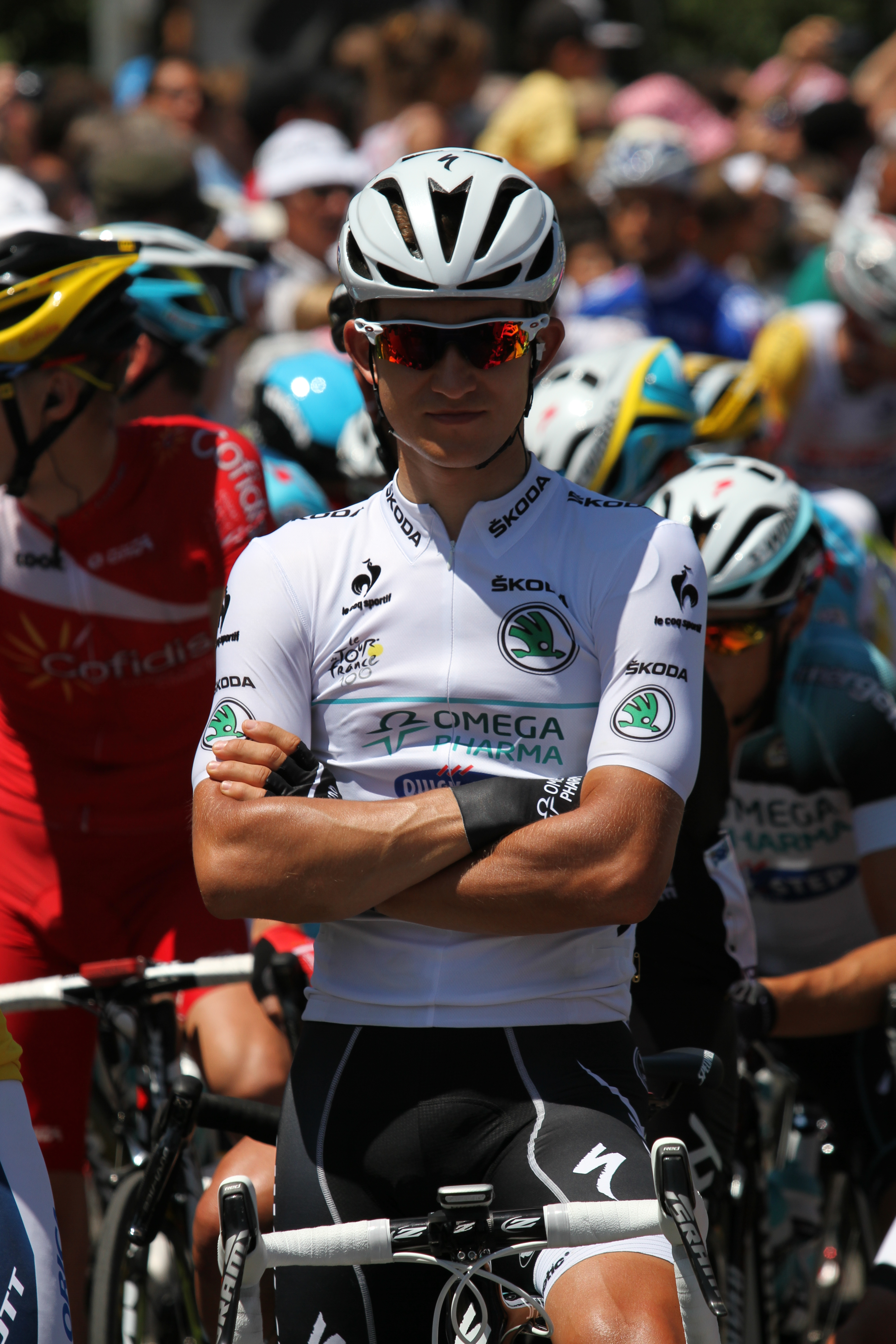
Michał Kwiatkowski w białej koszulce (2013)

Biała koszulka (fr. maillot blanc) – koszulka kolarska, którą nagradzany jest najlepszy młody kolarz w klasyfikacji generalnej Tour de France. Zwycięzca tej klasyfikacji musi być w wieku poniżej 25 lat (liczone do 1 stycznia roku, w którym odbywa się dana edycja wyścigu). 
Przed rokiem 1975 białą koszulką nagradzano najlepszego kolarza w "klasyfikacji kombinowanej" (najlepszy wynik w klasyfikacji generalnej, klasyfikacji punktowej oraz w klasyfikacji górskiej). W 1975 nagroda w postaci Maillot Blanc została przeniesiona na lidera klasyfikacji młodych zawodników i zaczęto brać pod uwagę jedynie wyniki z klasyfikacji generalnej.
Od 2003 roku sponsorem koszulki jest Škoda, przedtem sponsorem tej klasyfikacji była włoska firma FIAT. Najwięcej razy białą koszulkę zdobył Tadej Pogačar – czterokrotnie (2020, 2021, 2022, 2023), co czyni go rekordzistą tej klasyfikacji.

## Zwycięzcy w poszczególnych latach
| Rok  | Imię i nazwisko          | Państwo           | Drużyna                            |
| ---- | ------------------------ | ----------------- | ---------------------------------- |
| 1975 | Francesco Moser          | Włochy            | Filotex                            |
| 1976 | Enrique Martinez-Heredia | Hiszpania         | Kas-Campagnolo                     |
| 1977 | Dietrich Thurau          | Niemcy            | Ti-Raleigh                         |
| 1978 | Henk Lubberding          | Holandia          | Ti Raleigh                         |
| 1979 | Jean-Rene Bernaudeau     | Francja           | Renault                            |
| 1980 | Johan Van der Velde      | Holandia          | Ti Raleigh                         |
| 1981 | Peter Winnen             | Holandia          | Capri Sonne                        |
| 1982 | Phil Anderson            | Australia         | Peugeot                            |
| 1983 | Laurent Fignon           | Francja           | Renault                            |
| 1984 | Greg LeMond              | Stany Zjednoczone | Renault                            |
| 1985 | Fabio Parra              | Kolumbia          | Cafe de Colombia                   |
| 1986 | Andrew Hampsten          | Stany Zjednoczone | La Vie Claire                      |
| 1987 | Raúl Alcalá              | Meksyk            | 7-11                               |
| 1988 | Erik Breukink            | Holandia          | Panasonic                          |
| 1989 | Fabrice Philipot         | Francja           | Toshiba                            |
| 1990 | Gilles Delion            | Francja           | Helvetia                           |
| 1991 | Alvaro Mejia             | Kolumbia          | Ryalco                             |
| 1992 | Eddy Bouwmans            | Holandia          | Panasonic                          |
| 1993 | Antonio Martín Velasco   | Hiszpania         | Amaya Seguros                      |
| 1994 | Marco Pantani            | Włochy            | Carrera                            |
| 1995 | Marco Pantani            | Włochy            | Carrera                            |
| 1996 | Jan Ullrich              | Niemcy            | Deutsche Telekom                   |
| 1997 | Jan Ullrich              | Niemcy            | Deutsche Telekom                   |
| 1998 | Jan Ullrich              | Niemcy            | Deutsche Telekom                   |
| 1999 | Benoit Salmon            | Francja           | Casino                             |
| 2000 | Francisco Mancebo        | Hiszpania         | Banesto                            |
| 2001 | Oscar Sevilla            | Hiszpania         | Kelme                              |
| 2002 | Ivan Basso               | Włochy            | Fassa Bortolo                      |
| 2003 | Denis Mienszow           | Rosja             | iBanesto.com                       |
| 2004 | Władimir Karpiec         | Rosja             | Caisse d’Épargne-Illes Balears     |
| 2005 | Jarosław Popowycz        | Ukraina           | Discovery Channel Pro Cycling Team |
| 2006 | Damiano Cunego           | Włochy            | Lampre-Fondital                    |
| 2007 | Alberto Contador         | Hiszpania         | Discovery Channel Pro Cycling Team |
| 2008 | Andy Schleck             | Luksemburg        | Team Saxo Bank                     |
| 2009 | Andy Schleck             | Luksemburg        | Team Saxo Bank                     |
| 2010 | Andy Schleck             | Luksemburg        | Team Saxo Bank                     |
| 2011 | Pierre Rolland           | Francja           | Team Europcar                      |
| 2012 | Tejay van Garderen       | Stany Zjednoczone | BMC Racing Team                    |
| 2013 | Nairo Quintana           | Kolumbia          | Movistar Team                      |
| 2014 | Thibaut Pinot            | Francja           | FDJ.fr                             |
| 2015 | Nairo Quintana           | Kolumbia          | Movistar Team                      |
| 2016 | Adam Yates               | Wielka Brytania   | Orica-BikeExchange                 |
| 2017 | Simon Yates              | Wielka Brytania   | Orica-Scott                        |
| 2018 | Pierre Latour            | Francja           | Ag2r-La Mondiale                   |
| 2019 | Egan Bernal              | Kolumbia          | Team Ineos                         |
| 2020 | Tadej Pogačar            | Słowenia          | UAE Team Emirates                  |
| 2021 | Tadej Pogačar            | Słowenia          | UAE Team Emirates                  |
| 2022 | Tadej Pogačar            | Słowenia          | UAE Team Emirates                  |
| 2023 | Tadej Pogačar            | Słowenia          | UAE Team Emirates                  |
| 2024 | Remco Evenepoel          | Belgia            | Soudal Quick-Step                  |

## Zwycięzcy według narodowości
| Miejsce | Państwo           | Ostatni zwycięzca (rok)   | Liczba zwycięstw |
| ------- | ----------------- | ------------------------- | ---------------- |
| 1.      | Francja           | Pierre Latour (2018)      | 8                |
| 2.      | Włochy            | Damiano Cunego (2006)     | 5                |
| 2.      | Holandia          | Eddy Bouwmans (1992)      | 5                |
| 2.      | Hiszpania         | Alberto Contador (2007)   | 5                |
| 5.      | Niemcy            | Jan Ullrich (1998)        | 4                |
| 5.      | Kolumbia          | Egan Bernal (2019)        | 4                |
| 5.      | Słowenia          | Tadej Pogačar (2023)      | 4                |
| 8.      | Luksemburg        | Andy Schleck (2010)       | 3                |
| 8.      | Stany Zjednoczone | Tejay van Garderen (2012) | 3                |
| 10.     | Rosja             | Władimir Karpiec (2004)   | 2                |
| 10.     | Wielka Brytania   | Simon Yates (2017)        | 2                |
| 12.     | Australia         | Phil Anderson (1982)      | 1                |
| 12.     | Meksyk            | Raúl Alcalá (1987)        | 1                |
| 12.     | Ukraina           | Jarosław Popowycz (2005)  | 1                |
| 12.     | Belgia            | Remco Evenepoel (2024)    | 1                |